# 카운티
카운티(영어: county)는 영어권에서 사용되는 행정 구역 단위 이름이다. 구체적 의미는 지역, 시대에 따라 다르며 주, 현, 군 등으로 번역된다.
카운티(county)는 프랑스어로 백국 또는 백작령(백작이 소유한 영지)을 뜻하는 단어인 '콩테'(comté)에서 유래된 이름이다. 1066년 노르만인의 잉글랜드 정복 이후에 고대 영어의 scir([ʃ ir])는 현대 영어의 shire(셔)를 대신해서 사용되었다. 노르만인 정복자들 사이에서는 앵글로색슨인의 독특한 셔 통치 방식을 이해하기 어려웠기 때문에 '카운티'라는 이름을 사용했다.
앵글로색슨 칠왕국의 행정 구역에서 사용된 셔(shire)는 글로스터셔주의 글로스터, 우스터셔주의 우스터와 같이 통치 구역의 중심지였던 도시에서 따오거나 여기서 유래된 이름(예를 들어 윌트셔주는 윌턴에서 이름을 딴 윌턴셔(Wiltonshire)에서 유래됨)으로 불렀다. 콩테(comté)가 "왕의 지배지"를 가리키는 프랑스어 단어였기 때문에 카운티(county)라는 영어 단어는 "왕의 지배지"를 가리키는 용어가 되었다.

## 같이 보기
- 영국의 주
- 아일랜드의 주
- 미국의 군